# Willughbeia beccariana
Willughbeia beccariana là một loài thực vật có hoa trong họ La bố ma. Loài này được (Kuntze ex Pierre) K.Schum. miêu tả khoa học đầu tiên năm 1900.